# Itoku
Cesarz Itoku (jap. 懿徳天皇 Itoku tennō; ur. 553 p.n.e., zm. 477 p.n.e.) — 4. cesarz Japonii,  według tradycyjnego porządku dziedziczenia. Panował w latach od 510 p.n.e. do 477 p.n.e.

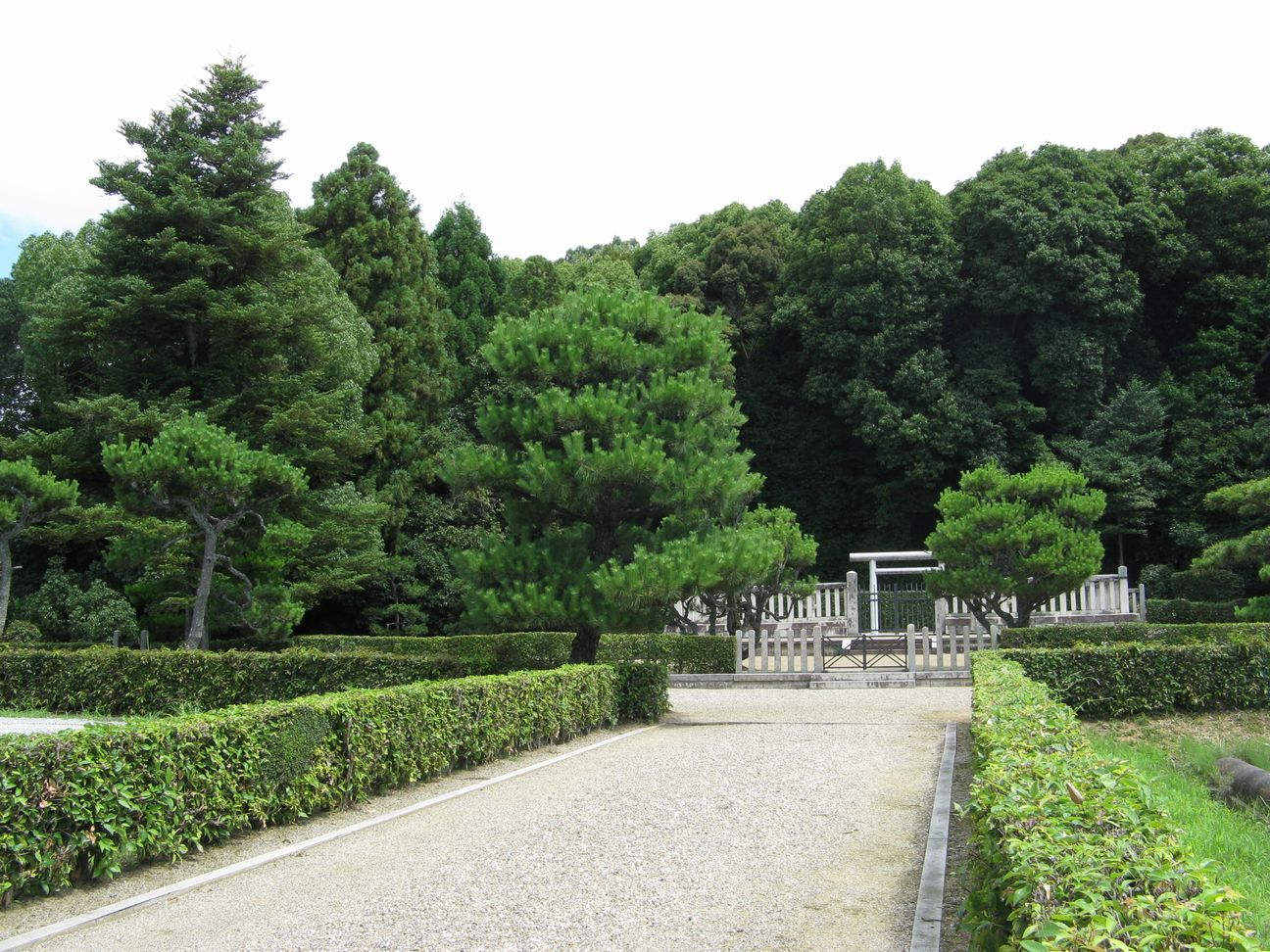
Mauzoleum cesarza Itoku w Kashihara

Drugi syn cesarza Annei (książę Ohoyamatohikosukitomo). Tron objął w pokojowych okolicznościach, a jego panowanie miało spokojny przebieg. Osiadł we dworze Sakaioka w okręgu Karu. Pojął za żonę krewną zarządców okręgu Shiki – Futomawakahime no Mikoto, z którą miał dwóch synów:
- Kōshō;
- Tagishiko no Mikoto.

Mauzoleum cesarza Itoku znajduje się w Kashihara, prefektura Nara. Nazywa się ono Unebi-yama no minami no Masago no tani no e no misasagi.